# Konarzyce (województwo podlaskie)
Konarzyce – wieś w Polsce położona w województwie podlaskim, w powiecie łomżyńskim, w gminie Łomża.
Przez miejscowość przepływa rzeka Łomżyczka, dopływ Narwi.
Wierni kościoła rzymskokatolickiego należą do parafii Najświętszej Maryi Panny Częstochowskiej w Łomży.

## Historia
W latach 1921 – 1939 wieś leżała w województwie białostockim, w powiecie łomżyńskim, w gminie Kupiski.
Według Powszechnego Spisu Ludności z 1921 roku wieś zamieszkiwało 488 osób, 474 było wyznania rzymskokatolickiego, 2 prawosławnego, 12 ewangelickiego. Jednocześnie 483 mieszkańców zadeklarowało polską przynależność narodową, 2 rosyjską a 3 niemiecką. Było tu 65 budynków mieszkalnych. Miejscowość należała do parafii rzymskokatolickiej i ewangelickiej w Łomży. Podlegała pod Sąd Grodzki i Okręgowy w Łomży; właściwy urząd pocztowy mieścił się w Łomży.
W wyniku napaści ZSRR na Polskę we wrześniu 1939 miejscowość znalazła się pod okupacją sowiecką. Od czerwca 1941 roku pod okupacją niemiecką. Od 22 lipca 1941 do 1945 włączona w skład Landkreis Lomscha, Bezirk Bialystok III Rzeszy.
W latach 1954–1971 wieś należała i była siedzibą władz gromady Konarzyce, po jej zniesieniu w gromadzie Kupiski Stare. W latach 1975–1998 miejscowość administracyjnie należała do województwa łomżyńskiego.

## Zabytki
W Konarzycach znajduje się szkoła podstawowa im. Jadwigi Dziekońskiej „Jadzi” z 1928 r. (zabytek nr rej. NID A-506 z 17.11.1993)